# Marcia Cross
Marcia Cross (Marlborough, Massachusetts, 25. ožujka 1962.) američka je glumica.

## Životopis
Kao dijete, Marcia je oduvijek htjela postati glumica, te je bila odlučna u stvaranju glumačke karijere. Maturirala je u školi Julliard u New Yorku. Karijera joj je počela 1984. godine, kada se pridružila glumačkoj postavi tada popularne daytime sapunice "The Edge of Night". Nakon šest mjeseci od Marcijinog dolaska, sapunica je završila s emitiranjem nakon punih 28 godina. Sljedeće godine, 1985., Marcia je glumila uz Carrolla O'Connora u televizijskom filmu "Brass". 1986. godine dobila je glavnu ulogu u televizijskom filmu "Pros & Cons", bok uz bok s komičarkom Sheryl Lee Ralph. Nakon toga, uslijedio je i film "The Last Days of Frank and Jesse James" (1986.), gdje je nastupala uz June Carter Cash, Willie Nelsona, Johnny Casha i Kris Kristoffersona. Marcijina karijera je išla prema vrhu kada je dobila uloge u dvije daytime sapunice, "One Life to Live", gdje je glumila Kate Roberts, i u "Another World" gdje je nastupila kao Tanya. Početkom 90-ih nastupala je u još dvije poznate TV serije, "Knots Landing" i "Melrose Place".
U "Melrose Place" nastupila je u ulozi psihotične doktorice Kimberly Shaw. Serija je bila kulturni fenomen, često spominjan kao jedan od nezaboravnih showova 90-ih. Marcia je u seriji nastupala uz poznate glumice, kao Heather Locklear, Courtney Thorne-Smith i ostale. No, 1993. godine Marcia je u svom životu doživjela tragediju kada je preminuo njen zaručnik Richard Jordan. Marcia nije posustala, te se, kako bi se snosila s tugom, nastavila raditi, te je tako snimila filmove "Female Perversions" i " Always Say Goodbye". 1997. godine napušta seriju "Melrose Place" kako bi primila diplomu za magistricu psihologije, što joj je i pošlo za rukom.
U periodu 1997. – 2003. glumila je regularno. Nakon što je u WB-jevoj dramskoj seriji "Everwood" nastupala jednu sezonu, dobila je ponudu za novu seriju, fenomen 21. stoljeća, "Desperate Housewives" (Kućanice). 2004. Marcia je dobila ulogu Bree Van De Kamp, te joj je ta uloga zasada donijela najveću slavu u SAD- u i šire.

## Zanimljivosti
- puno rodno ime joj je Marcia Anne Cross.
- visoka je 178 cm.
- trenutno je u braku s Tomom Mahonyem s kojim ima blizankinje Eden i Savannah.
- nastupala je u tri serije gdje je glumila doktorice, riječ je o "Melrose Place", "Seinfeld" i "Everwood".
- od smrti svog zaručnika, 1993.-e nije bila u ozbiljnijim vezama, na što su mediji posumnjali kako glumica ima lezbijske sklonosti.
- 2004. bila je nominirana za Zlatni Globus, Golden Satelitte Award, TV Guide Award i SAG Award.
- prema VH1-ovoj listi "40 najsexi osoba iznad 40 godina" Marcia je zauzela #28-o mjesto.
- Marcia i njena kolegica iz serije "Kućanice", Teri Hatcher, su obje glumile Jerryjeve djevojke u humorističnoj seriji "Seinfeld".
- Marcia je išla na audiciju za uloge Edie Britt i Mary Alice Young, ali je autor Marc Cherry od prvog trenutka znao da je ona savršena za ulogu Bree.

## Filmografija

### Televizijske uloge
- "Desperate Housewives" (Kućanice) kao Bree Van De Kamp Hodge (2004. – 2012.)
- "Everwood" kao Linda Abbott (2003. – 2004.)
- "The King of Queens" (Kralj Queensa) kao Debi (2002. – 2003.)
- "CSI" (CSI : Las Vegas) kao Julia Fairmont (2001.)
- "Strong Medicine" kao Linda Loren (2001.)
- "Ally McBeal" kao Myra Robbin (2000.)
- "Spin City" (Svi gradonačelnikovi ljudi) kao Joan Calvin (2000.)
- "Profiler" (Profiler, slike zločina) kao Pamela Martin (2000.)
- "Touched by an Angel" kao Lauren (1999.)
- "Boy Meets World" (Dječak upoznaje svijet) kao Rhiannon Lawrence (1999.)
- "The Outer Limits" (Na granici nemogućeg) kao Katherine Woods (1999.)
- "Seinfeld" (Seinfeld) kao Sara Sitarides (1997.)
- "Melrose Place" kao Kimberly Shaw Mancini (1992. – 1997.)
- "Ned & Stacey" kao Diana Huntley (1997.)
- "Burke's Law" kao Leslie Dolan (1995.)
- "Raven" kao Carla Dellatory (1993.)
- "Herman's Head" kao princeza Gillian (1992.)
- "Murder,She Wrote" (Ubojstvo, napisala je) kao Marci Bowman (1992.)
- "Knot's Landing" kao Victoria Broyelard (1991. – 1992.)
- "Jake and the Fatman" kao ljubavnica (1991.)
- "Quantum Leap" kao Stephanie Heywood (1990.)
- "Doctor, Doctor" kao Lesley North (1989.)
- "Who's the Boss?" (Tko je šef?) kao Kelly (1989.)
- "Booker" kao Sherrie Binford (1989.)
- "Cheers" (Kafić Uzdravlje) kao Susan Howe (1989.)
- "One Life to Live" kao Katheryn " Kate " Sanders (1986. – 1987.)
- "Another World" kao Tanya (1986.)
- "Tales from the Darkside" kao Marie Alcott (1986.)
- "The Edge of Night" kao Liz Correll (1984.)

### Filmske uloge
- "The Wind Effect" kao Molly (2003.)
- "Eastwick" kao Jane Spofford (2002.)
- "Living in Fear" kao Rebecca Hausman (2001.)
- "Dancing in September" kao Lydia Gleason (2000.)
- "Target Earth" kao Karen Mackaphe (1998.)
- "All She Ever Wanted" kao Rachel Stockman (1996.)
- "Female Perversions" kao Beth Stephens (1996.)
- "Always Say Goodbye" kao Anne Kidwell (1996.)
- "Mother's Day" kao Denise (1995.)
- "Ripple" kao Ali (1995.)
- "M.A.N.T.I.S." kao Carla (1994.)
- "Storm and Sorrow" kao Marty Hoy (1990.)
- "Bad Influence" kao Ruth Fielding (1990.)
- "Almost Grown" kao Lesley Foley (1988.)
- "George Washington II: The Forging of a Nation" kao Anne Bingham (1986.)
- "The Last Days of Frank and Jesse James" kao Sarah Hite (1986.)
- "Pros & Cons" kao Lynn Erskine (1986.)
- "Brass" kao Victoria Willis (1985.)

## Vanjske poveznice
- Marcia Cross u internetskoj bazi filmova IMDb-u (engl.)